# اره‌کوسه فیلیپینی
اره‌کوسه فیلیپینی (نام علمی: Pristiophorus lanae) نام یک گونه از سرده اره‌کوسه‌ای‌ها است.